# Incêndio da Montanha da Mesa em 2021
O incêndio da Montanha da Mesa foi um incêndio de grandes proporções que atingiu a Cidade do Cabo, na África do Sul, em 18 de abril de 2021. Iniciou-se na Montanha da Mesa e destruiu parcial ou totalmente a Biblioteca Jagger, o Moinho de Mostert e o Rhodes Memorial.

## Incidente
O incêndio começou na manhã de 18 de abril. Os bombeiros foram alertados às 08h45 SAST (06h45 UTC). Especula-se que seja um incêndio florestal, possivelmente iniciado por um vagabundo que morava na montanha e depois deixado sem vigilância. O fogo rapidamente se espalhou através de velhos pinheiros e destroços, e gerou seu próprio vento, espalhando-se pelo Parque Nacional da Table Mountain e descendo em direção ao campus universitário e à cidade. Houve um alerta extremo de perigo de incêndio durante o dia, com alta temperatura e baixa umidade.
Inicialmente, a fumaça resultante e as correntes de vento causadas pelo fogo impediram o apoio aéreo de combate a incêndio de ser implantado. Mais tarde, mais de 100 bombeiros estiveram envolvidos no combate ao incêndio e quatro helicópteros foram usados para jogar água no incêndio violento.
Por volta das 14h10 SAST, estudantes da Universidade da Cidade do Cabo foram evacuados e avisos oficiais foram emitidos para que as pessoas em Rondebosch e na área da Floresta de Newlands do Parque Nacional Table Mountain também evacuassem. Às 16h05, o SAST SANParks anunciou que o restaurante no Rhodes Memorial havia sido destruído no incêndio. A estrada M3 também foi fechada, com o fogo se espalhando para o outro lado dela.

## Impacto

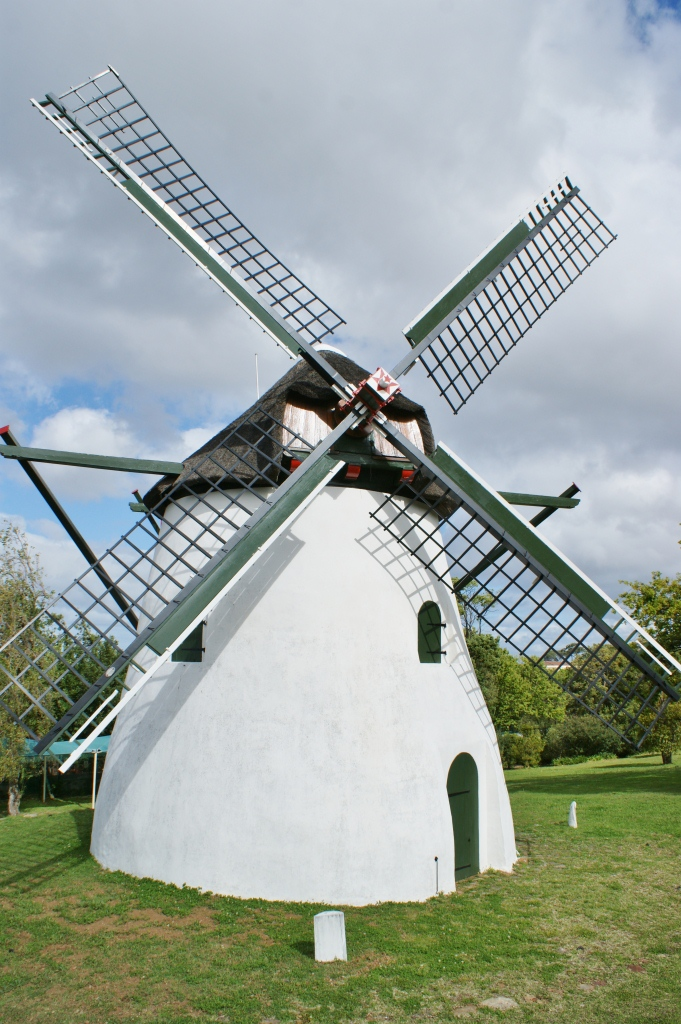
Moinho de Mostert em 2012

O incêndio queimou um restaurante no Rhodes Memorial, e afetou o campus superior da Universidade da Cidade do Cabo Isso incluiu a Biblioteca UCT principal, Biblioteca Jagger, incluindo a Biblioteca de Coleções Especiais, resultando na perda de 1 300 coleções e mais de 85 mil livros e outros itens mantidos pela biblioteca.
Ele também destruiu o Moinho de Mostert, o mais antigo moinho de vento em funcionamento na África do Sul, construído em 1796, e quatro chalés de palha atrás dele.
Dois bombeiros foram hospitalizados devido a queimaduras. Centenas de estudantes foram evacuados do campus da universidade. Não houve perda de vida relatada por volta das 18h00 UTC.
O porta-voz do centro de Gerenciamento de Risco de Desastres da Cidade do Cabo disse que não havia motivo para preocupação para os residentes no estágio atual e pediu medidas preventivas como fechar todas as janelas e umedecer os quintais com água.